# تک باشی
تک باشی (به ترکی استانبولی: Tekebaşı) شهری است در کشور ترکیه که در استان ختای واقع شده‌است. جمعیت این شهر بر اساس سرشماری سال ۲۰۰۸ میلادی ۸٬۷۰۶ نفر و بر اساس برآوردهای سال ۲۰۰۹ میلادی ۸٬۸۷۱ نفر می‌باشد.